# Principio de buena ordenación
En matemáticas, el principio del buen orden afirma que en cualquier conjunto de números naturales existe un mínimo, es decir, un número no mayor que algún otro del resto, siempre y cuando dicha colección no esté vacía. Esto diferencia al conjunto de los números naturales de otros conjuntos ordenados de números, como por ejemplo los números enteros o los números reales.  El principio de buena ordenación es equivalente al principio de inducción: uno puede demostrarse a partir del otro.

## Enunciado
| Principio de buena ordenación En cualquier conjunto de números naturales A ⊆ N distinto del conjunto vacío, A ≠ ∅, existe un mínimo, es decir, un número n ∈ A menor o igual que cualquier número de A. |

Otra manera de entender este principio es que si algún número natural posee una cierta propiedad (como ser primo, ser perfecto, etc.), siempre hay un primer número con esa propiedad.
Otros conjuntos ordenados de números no cumplen el principio de buena ordenación. Por ejemplo, en los enteros negativos Z− = {..., −3, −2, −1} no puede encontrarse un mínimo.
| Principio de no buena ordenación En cualquier conjunto de números enteros negativos A ⊆ Z− distinto del conjunto vacío, A ≠ ∅, existe un máximo, es decir, un número n ∈ A más grande o igual que cualquier número de A. |

## Relación con el principio de inducción
El principio de inducción afirma que si una colección de números naturales A incluye al 1 y, para cada número en la colección, el número siguiente también está incluido, entonces dicha colección es necesariamente la totalidad de los números naturales N. El principio de buena ordenación y el principio de inducción son equivalentes: cualquiera de ellos puede demostrarse partiendo del otro.
| Demostración de que el principio de inducción implica el de buena ordenación |
| Supongamos que se verifica el principio de inducción. Tomemos un subconjunto {\displaystyle A\subseteq N} no vacío y supongamos que no tiene un primer elemento. Consideremos ahora el conjunto S de todos los números menores que todos los elementos de A. Naturalmente el uno no pertenece a A, y es menor que cualquier otro número, luego {\displaystyle 1\in S}. Además, para cada {\displaystyle n\in S\Rightarrow n+1\in S}, de lo contrario n+1 sería el primer elemento de A. Por tanto, por el principio de inducción {\displaystyle S=N} y A es el conjunto vacío. Sin embargo esto contradice nuestra hipótesis inicial, luego A debe tener un primer elemento. |

| Demostración de que el principio de buena ordenación implica el de inducción |
| Supongamos que se verifica el principio de buena ordenación. Tomemos un subconjunto de los naturales no vacío, {\displaystyle A\neq \varnothing }, de modo que dicho subconjunto cumpla dos condiciones: - contiene al primer elemento: {\displaystyle 1\in A}, y - para cada elemento de A, su sucesor también está en A: {\displaystyle \forall n\in A\Rightarrow n+1\in A}. Entonces consideramos su complementario {\displaystyle {\bar {A}}}: puesto que N está bien ordenado, si {\displaystyle {\bar {A}}\neq \varnothing } entonces existe un primer elemento {\displaystyle n\in {\bar {A}}} distinto de uno. Por tanto, es el sucesor de algún otro elemento m que no está en {\displaystyle {\bar {A}}} sino en {\displaystyle A}. Pero esto es una contradicción, puesto que por hipótesis {\displaystyle m\in A\Rightarrow n\in A}. De modo que necesariamente {\displaystyle {\bar {A}}} es el conjunto vacío y {\displaystyle A=N}. |

## Buen orden
En relación con este principio, se afirma que los números naturales están «bien ordenados». En general, se denomina conjunto bien ordenado a cualquier conjunto de elementos matemáticos ordenados de tal manera que se cumpla el principio de buena ordenación.